# Bücher Wenner
Bücher Wenner ist der Name einer familiengeführten Buchhandlung, die 1939 in Osnabrück gegründet wurde. Seit 1989 gehört auch die Oldenburger Buchhandlung Bültmann & Gerriets zum Unternehmen, firmiert jedoch weiter unter ihrem historischen Namen.

## Geschichte

### Gründung und Zweiter Weltkrieg

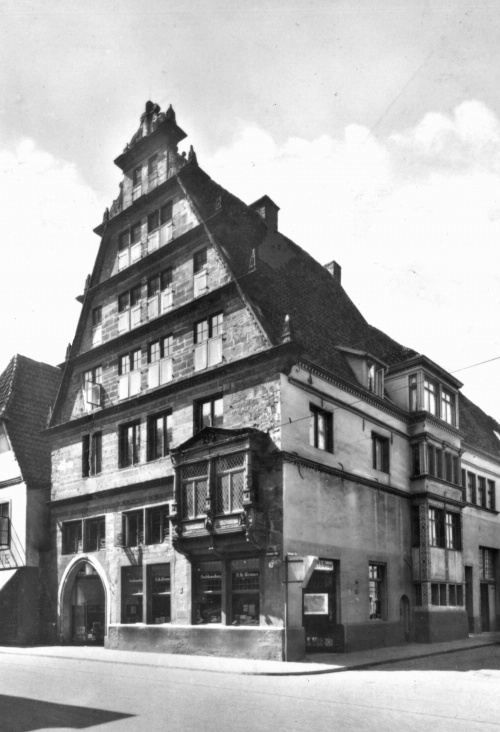
Der erste Geschäftssitz der Buchhandlung Wenner im 1611 erbauten und 1945 zerstörten Fürstenberghaus

Heinrich Theodor Wenner stammte aus einer westfälischen Kaufmannsfamilie. Schon sein Großvater Josef Wenner hatte eine Buchhändlerlehre absolviert, 1857 die Gewerbegenehmigung in Münster erhalten und ein eigenes Geschäft in Lüdinghausen gegründet, das als Sortimentsbuchhandlung 1989 noch bestand. Sein Vater Heinrich sen. war ebenfalls Buchhändler und nach Osnabrück gezogen, um dort die Firma B. I. Ressing, die sich zunächst auch mit Buchhandel beschäftigt hatte, zu übernehmen. Dessen Sohn Heinrich Theodor beendete 1931 seine Schulzeit am Gymnasium Carolinum und machte seine Lehre in der Buchhandlung Borgmeyer in Hildesheim mit dem Ziel, sich selbständig zu machen. Danach sammelte er Erfahrungen zunächst in verschiedenen anderen Geschäften. Hierzu gehörten die Heinrich Poertgen-Herdersche Buchhandlung in Münster, die Firma Claus Linke in Düsseldorf, die Thalia-Buchhandlung Erich Könnecke in Hamburg und schließlich die auf wissenschaftlicher Literatur spezialisierte, traditionsreiche Hamburger Buchhandlung W. Mauke Söhne, Inhaber Heinrich Harms, Alte Perthesche Buchhandlung gegr. 1796.
Am 12. Januar 1939 eröffnete Heinrich Th. mit nur 26 Jahren sein eigenes Geschäft. Das Lokal befand sich in angemieteten Räumen eines der bedeutendsten Renaissancehäuser Osnabrücks, dem Fürstenberghaus in der Johannisstraße 30. Seine erste Mitarbeiterin war Annemarie Kehrbach. Ein Jahr später begann Elisabeth Tobergte (1920–2016), die ebenfalls aus einer Kaufmannsfamilie stammte, ihre Ausbildung in der Buchhandlung. Beide Damen mussten sich schnell einarbeiten, da Heinrich Theodor schon 1940 in die Flugabwehr eingezogen wurde und nur noch in seiner freien Zeit sich um die Buchhandlung kümmern konnte. Der tägliche Schrecken des NS-Regimes, Papierrationierung und die Luftangriffe auf Osnabrück setzten der Buchhandlung zu und schweißten die Belegschaft zusammen. 1941 heiratete Heinrich seine Mitarbeiterin Elisabeth Torbetge. Im September 1944 verfügte die Reichsschrifttumskammer die sofortige Schließung der Buchhandlung. Heinrich und seine Frau weigerten sich und kam der Verfügung nicht nach. Am Palmsonntag 1945 erfolgte der letzte große Bombenangriff auf Osnabrück, bei dem auch das „Fürstenberg Haus“ mit der Buchhandlung ausbrannte. Nach dem Krieg wurden die noch erhaltenen Teile der Umfassungsmauern abgebrochen und restlos abgeräumt.

### Nachkriegszeit
Einige Bücher hatte Heinrich während der Kriegsjahre ausgelagert, um nach den Kriegszerstörungen zumindest im Kleinen wieder neu anfangen zu können. Die westliche Stadt war vom Krieg halbwegs verschont geblieben. In dem provisorischen Geschäftsviertel rund um die Lotter Straße eröffneten Elisabeth und Heinrich Wenner im September 1945 mit den geretteten Büchern eine notdürftige Buchhandlung im Erdgeschoss von Elisabeths Elternhaus in der Weißenburger Straße 2. Ihr Werbespruch war: Büchersammler Bücherkenner treffen sich bei Bücher-Wenner.
1948 konnte Heinrich das Trümmergrundstück Große Straße Nr. 69 mit einem Erbbauvertrag zunächst pachten, mit den Aufräumarbeiten beginnen und einen eingeschossigen Neubau mit Galerie errichten. 1953 kamen zwei Stockwerke dazu, 1971 zwei weitere. Die Etagen wurden durch zwei Aufzüge erschlossen. So entstand hier schrittweise eine große Sortimentsbuchhandlung mit allen Themengebieten.
Schon kurz nach der Eröffnung des Geschäftes veranstaltete Heinrich Wenner Lesungen bekannter Wissenschaftler und Schriftsteller in der Buchhandlung. Gäste waren u. a. 1940: Gertrud Bäumer, Manfred Hausmann, Karl Heinrich Waggerl, 1941: Werner Bergengruen, 1945: Felicitas Barg, Erich Pabst, 1946: Werner Heisenberg, 1947: Ernst Penzoldt, 1949: Nicolai Hartmann, 1952: Luise Rinser, Pascual Jordan, Erich Trunz, Gerhard Ritter, Wilhelm Filchner, 1955: Heinrich Böll, Reinhold Schneider, Friedrich Sieburg, 1956: Hans-Joachim Schoeps, 1958: Günter Eich, 1960: Ingeborg Bachmann, 1962: Stefan Andres, Carlo Schmid, 1963: Martin Walser, Benno von Wiese, 1964: Fritz Martini, Hans Egon Holthusen, 1965: Will Quadflieg, Hilde Spiel, 1966: Siegfried Lenz, 1967: Günter Grass, 1968: Alfred Andersch, 1969: Rudolf Hagelstange, Gabriele Wohmann, 1970: Uwe Johnson, 1971: Golo Mann, ca. 1977: Gert Westphal.
Weitere prominente Besucher des Hauses waren u. a. Giangiacomo Feltrinelli, Hans Magnus Enzensberger und Michael Ende.

### Generationenwechsel
Ab 1970 stiegen Wenners Söhne Guido Wenner (* 1948) und Meinhold Wenner (* 1950) in das Geschäft ein. 1972 wurde der Betrieb in eine GmbH & Co. umgewandelt. Geschäftsführer waren zunächst Heinrich und Guido, 1975 kam Meinhold dazu. Das Angebot wurde für die Kunden den modernen Bedürfnissen angepasst. In den 1970er Jahren wurde das Untergeschoss als Geschäftsraum ausgebaut. 1988 folgte ein Erweiterungsbau zur Großen Hakenstraße mit zweitem Haupteingang, durch den die Verkaufsfläche auf über 1000 m² stieg.
Auch nach Geschäftsübergabe an die Söhne ging Heinrich Wenner weiterhin jeden Tag in seine Buchhandlung. Die Einführung eines Lieferdienstes, die Umgestaltung der Großen Straße zur Fußgängerzone, die ersten Computer, das aufziehende Internetzeitalter und der Expansionsdrang der Buchhandelsketten waren Herausforderungen, die als Familienunternehmen gemeistert wurden und den Status der Buchhandlung als lokalen Marktführer erhielten.
1989 wurde das 50ste Firmenjubiläum u. a. durch Herausgabe einer als Buch gebundenen, 72 Seiten starken Unternehmensgeschichte „Seit 50 Jahren H.Th.Wenner“ gefeiert. Im gleichen Jahr erwarb das Unternehmen die GmbH-Anteile der 1871 gegründeten Oldenburger Traditionsbuchhandlung Bültmann & Gerriets.

## Antiquariat
Bereits 1946 gehörte zur Buchhandlung ein antiquarische Abteilung, die neben wertvollen alten Büchern des 15. bis 18. Jahrhunderts auch alte Kupferstiche und Grafiken anbot. Sie wurde zunächst von Dietrich Stüve aufgebaut und geleitet. 1948 erschien der erste Antiquariatskatalog. Ihm folgten bis 1989 über 350 weitere, die weltweit verschickt wurden. 1975 wurde das Antiquariat in der Heger Straße 3 in einem denkmalgeschützten Haus innerhalb des historischen Altstadtbereiches untergebracht. Es stand nun unter der Leitung Guido Wenners. 1988 bis 2001 wurden auf über 30 Auktionen wertvolle alte Bücher und Grafiken versteigert.

## Verlagstätigkeit
Neben seiner Buchhandlung betrieb Heinrich Wenner unter seinem Namen einen kleinen Buchverlag, der sich mit regionalen Themen beschäftigte. Die Deutsche Nationalbibliothek zählt bis über 400 Werke auf, die bei Wenner erschienen sind. Das erste, bereits 1940 herausgegebene, Buch enthielt plattdeutsche Verse und Prosatexte des Osnabrücker Mundartdichters Heinrich Riepe, über den später noch weitere Bände folgten. Von 1972 bis 1975 folgten Neuabdrucke der Westfälischen Urkundenbücher (7 Bände), von 1978 bis 1980 Nachdrucke der Kunstdenkmälerinventare des 19. Jahrhunderts für die Gebiete der heutigen Länder Niedersachsen und Bremen und 1986 Findbücher zum Bestand des Reichskammergerichtes.